# Anglais new-yorkais
L' anglais new-yorkais est une variante de l'anglais américain parlée par la plupart des Blancs natifs de la ville de New York, couvrant la totalité de la métropole et de ses environs, avec pour limites la vallée de l'Hudson au nord de la ville, Long Island à l'est et plusieurs comtés du New Jersey au nord-ouest.
Aux États-Unis, ce dialecte est souvent considéré comme l'un des accents les plus reconnaissables. 
L'anglais du New Jersey, pourtant souvent confondu avec celui de New York, en est distinct, bien que l'anglais new-yorkais soit parlé dans les comtés du New Jersey faisant partie de la mégalopole. Divers dialectes encore mal identifiés sont parlés dans ces parties de l'État de New York au nord de la mégalopole.

## Accent
Un trait marquant (dû à l'arriération du son dans la voie buccale) est l’effet trompette qui concerne le son ɔ ; ainsi TALK, CAUGHT deviennent TOAK, COAT.

## Facteurs géographiques
En dehors des cinq grandes zones urbaines (boroughs) de la ville de New York (Manhattan, Brooklyn, Bronx, Queens et Staten Island), le dialecte new-yorkais est parlé dans une zone restreinte mais densément peuplée de la région : la moitié ouest de Long Island ainsi que les villes de Newark et de Jersey City dans l'État du New Jersey. 
Le dialecte new-yorkais classique s'est formé dans les classes moyennes d'ouvriers européens venus s'installer en Amérique. Il est aujourd'hui en net déclin ; ses locuteurs ne comptent maintenant pas plus de la moitié de la population vivant dans la région new-yorkaise, bien que l'immigration vers la banlieue qui a réduit le nombre de locuteurs à New York ait permis l'expansion du dialecte dans les régions où ils immigrèrent. 
Les seuls bastions restants du dialecte new-yorkais sont certainement situés à la périphérie de la ville (Comté de Nassau, Comté de Suffolk, Comté de Westchester). Toutefois, il reste toujours des populations parlant le dialecte dans les cinq boroughs New-Yorkais [réf. nécessaire]. Les causes possibles de variations linguistiques incluent les différences ethniques ou de classe.